# العيب (فلم)
العيب هو فيلم مصري عرض عام 1967، بطولة لبنى عبد العزيز ورشدي أباظة، ومن إخراج جلال الشرقاوي.

## قصة الفيلم
ثلاثة فتيات يتخرجن حديثًا من الجامعة، ويعملن بأحد المكاتب بإحدى الوزارات المليئة بالرجال الذين يزورون أذونات الاستيراد لحساب أحد الرأسماليين وفي مقابل هذا يتقاضون منه رشوة، بعد تعيين الفتيات تتجه كل منهن في طريق ويكون من حظ إحداهن العمل في المكتب الذي يحرر الأذونات المزورة، ويحاول الموظفين ضمها إلى صفهم.

## طاقم التمثيل
- لبنى عبد العزيز: (سناء)
- رشدي أباظة: (محمد الجندي)
- صلاح منصور: (عبادة بك)
- شفيق نور الدين: (الباشكاتب)
- مديحة كامل: (نجاة)
- مديحة حمدي: (يسرية)
- عبد المنعم إبراهيم: (أحد الموظفين المقهورين)
- ناهد سمير: (والدة سناء)
- عاطف مكرم: (أسامة - شقيق سناء)
- فاطمة عمارة: (بائعة الورد)
- فيفي يوسف: (هنية - بائعة العيش)
- أحمد الجزيري: (خفاجة - الفراش)
- عبد الخالق صالح: (مدير المصلحة)
- أنور محمد: (أحمد أفندي)
- حسين إسماعيل: (عثمان أفندي)
- صبري عبد العزيز: (شفيق)
- حامد مرسي: (العجوز المتصابي)
- كامل أنور: (المعلم فايق)
- حلمي هلالي: (أحد الموظفين)
- مختار السيد: (طبيب بالمستشفى)

## فريق العمل
- إخراج: جلال الشرقاوي
- قصة وحوار: يوسف إدريس
- سيناريو: رمضان خليفة
- مدير التصوير: كليليو
- مونتاج: حسين عفيفي
- موسيقى تصويرية: أندريه رايدر
- إنتاج: شركة القاهرة للإنتاج السينمائي
- توزيع: شركة القاهرة للتوزيع السينمائي